# Quartier lointain
Cet article concerne le manga de Jirō Taniguchi. Pour le film de Sam Garbarski, voir Quartier lointain.
Quartier lointain (遥かな町へ, Haruka-na machi e) est un manga de Jirō Taniguchi.

## Histoire
9 avril 1998, un Japonais de 48 ans se remet difficilement des excès d’alcool commis la veille, à tel point qu’il se trompe de train pour rentrer chez lui. Il se retrouve dans celui qui se dirige comme par hasard vers Kurayoshi, la ville de son enfance. Il en profite pour se rendre sur la tombe de sa mère, morte d'une crise cardiaque, à l'âge de 48 ans.
Ce retour sur les traces de sa jeunesse va se transformer en bond dans le temps car le héros va être transporté dans la peau de ses quatorze ans le 7 avril 1963, plus de quatre mois avant la disparition inexpliquée de son père.

## Postérité
Cet ouvrage a obtenu le prix d'Excellence du Festival des arts médias de l'Agence pour les affaires culturelles au Japon, catégorie Manga en 1998, le Prix Micheluzzi du meilleur album en 2001, ainsi que l'Alpha'Art du meilleur scénario, le Prix des libraires de bande dessinée Canal BD au Festival d'Angoulême 2003 et le Prix Max et Moritz de la meilleure bande dessinée japonaise en 2008.
Une adaptation a été faite au théâtre en 2009.
Son adaptation au cinéma sort le 24 novembre 2010. Le film Quartier lointain est réalisé par Sam Garbarski, avec Jonathan Zaccaï, Léo Legrand, Alexandra Maria Lara et Pascal Greggory. L'action se déroule en France, à Nantua, le héros s'appelant Thomas. La musique du film est composée par Air. Jirō Taniguchi fait une apparition dans le film.

## Publications
Cette série comporte deux tomes, publiés au Japon à partir de 1998. Tous deux ont été adaptés par Frédéric Boilet. Le premier a été publié en français le 27 septembre 2002 et le second le 4 juin 2003 aux éditions Casterman dans la collection Écritures en même temps qu'un coffret regroupant les deux tomes. Une édition intégrale, regroupant les deux tomes en un seul, est sortie le 17 novembre 2006. Pour la sortie du film, une édition spéciale de l'intégrale proposée avec un livret dédié au film est sorti le 3 novembre 2010. Pour l'occasion, Casterman a sorti un carnet de notes vierge comportant des illustrations et des citations du manga et du film.
- Coffret :  (ISBN 2-203-39600-8)
  - Tome 1 - 198 pages :   (ISBN 2-203-37234-6)
  - Tome 2 - 204 pages :  (ISBN 2-203-37238-9)
- Édition intégrale :   (ISBN 2-203-39644-X)
- Édition spéciale film :  (ISBN 2-203-03036-4)